# 栃木県道282号中藤岡線

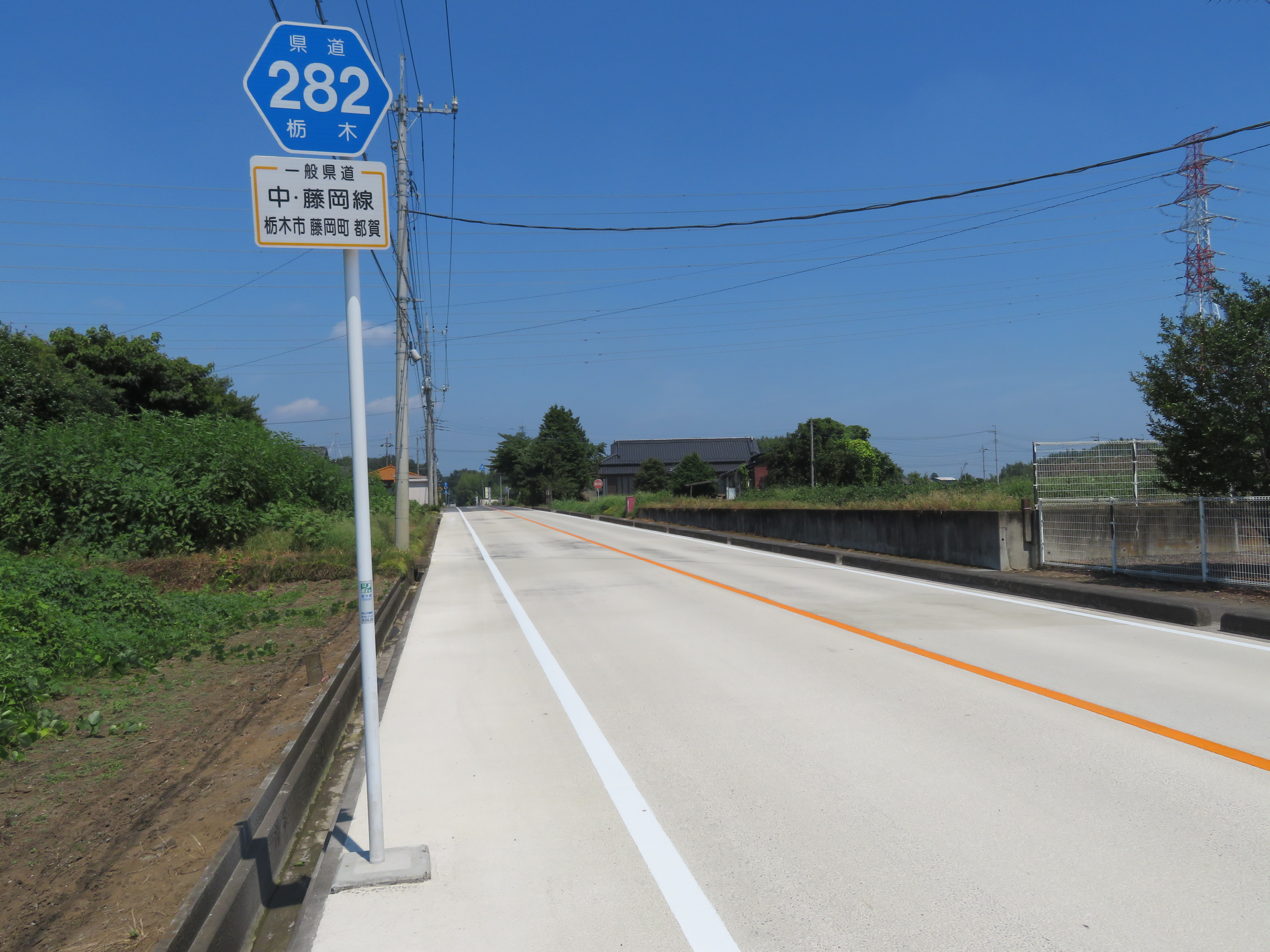
栃木市藤岡町都賀付近

栃木県道282号中藤岡線（とちぎけんどう282ごう なかふじおかせん）は、栃木県佐野市から栃木市に至る一般県道である。2020年（令和2年）3月27日に栃木県道282号中岩舟線（とちぎけんどう282ごう なかいわふねせん）から改称され、路線も延長された。

## 歴史

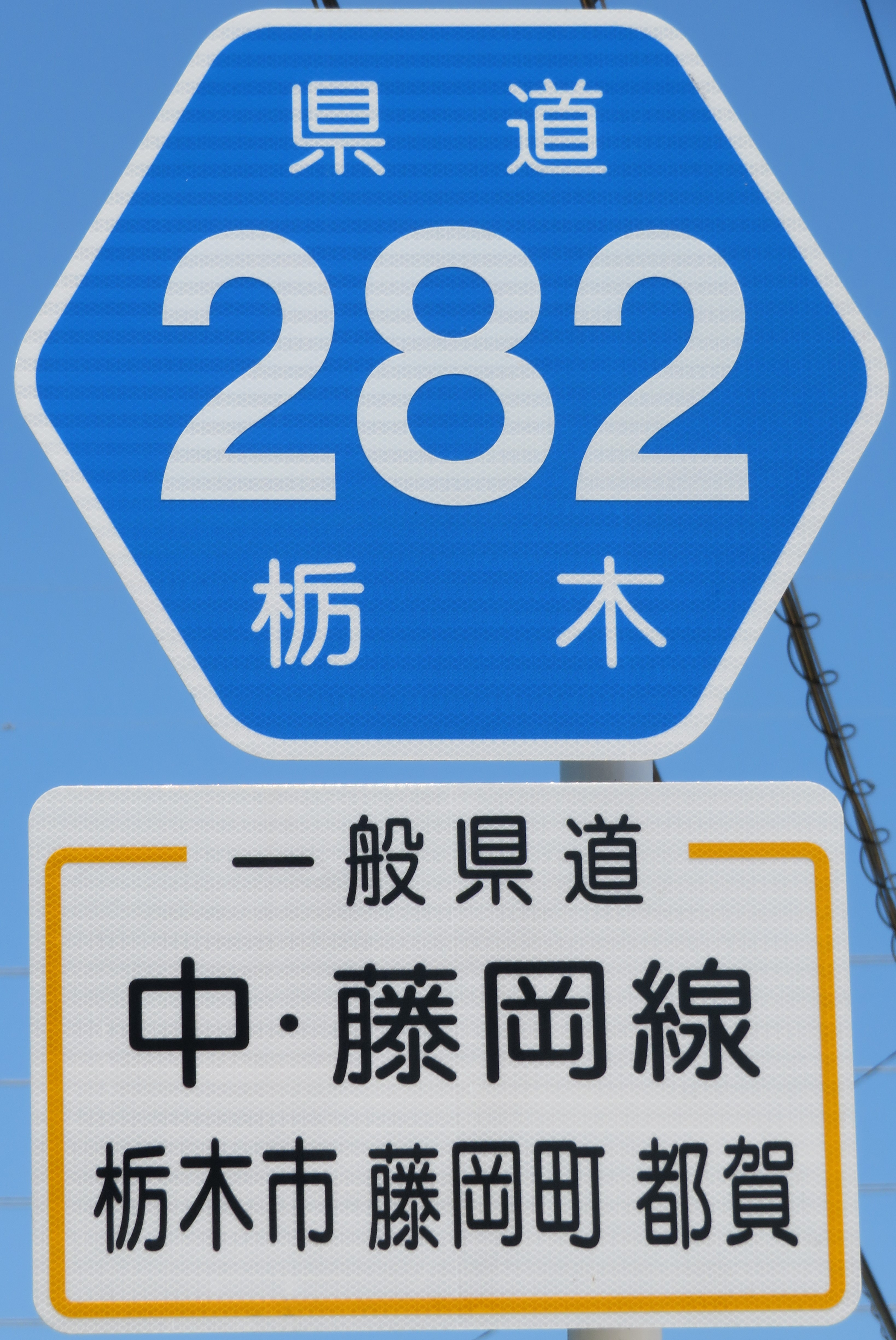
栃木県道282号中藤岡線の路線番号標識

- 2020年（令和2年）3月27日：栃木市岩舟町下津原 - 栃木市藤岡町都賀を延長し、中藤岡線に改称[1]。

## 概要
- 距離：16.1297km
- 起点：栃木県佐野市中町（栃木県道126号栃木葛生線交点）
- 終点：栃木県栃木市藤岡町都賀（栃木県道9号佐野古河線交点）
- 指定：1974年（昭和49年）3月29日

## 交差する主な道路
- 栃木県道75号栃木佐野線（栃木市岩舟町小野寺：重複区間）
- 下都賀広域農道（栃木市岩舟町新里）
- 栃木県道67号桐生岩舟線（栃木市岩舟町下津原・下津原交差点）
- 国道50号佐野バイパス（栃木市藤岡町大田和・大田和西交差点）